# 루이 드 로앙

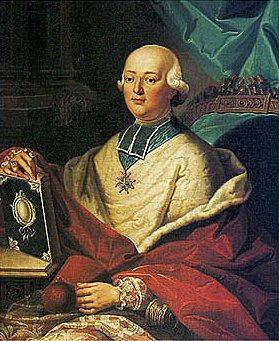
드 로앙 추기경

루이 르네 에두아르 드 로앙(프랑스어: Louis René Édouard de Rohan, 1734년 9월 25일 - 1803년 2월 16일)는 프랑스 왕국의 로마 가톨릭교회 성직자로 스트라스부르의 추기경이다. 목걸이 사건에 연루되어 곤욕을 치르게 된다.

## 생애
로앙은 게메네 가문의 일원으로 파리에서 태어났다. 이 가문은 1704년 이후 스트라스부르의 주교직을 세습하고 있었으며, 1760년에 성직에 취임하자마자 삼촌인 콩스탕틴 드 로앙 주교의 조수가 된다. 또한 이집트의 카노푸스 주교의 명의를 보유하고 있다. 또한 1761년에는 아카데미 프랑세즈 회원에 선출되었다.
당시 에기용 공작은 오스트리아와 동맹에 반대하는 정치적 일파를 이끌고 있었고, 로앙도 여기에 참가하여, 1772년에는 프로이센 및 러시아와 오스트리아가 진행하고 있던 폴란드 분할에 관한 정보를 수집하기 위해 빈 대사관에 파견되었다. 그러나 그 화려한 생활 태도가 마리아 테레지아의 반감을 사게 되었다.
1774년의 루이 15세의 서거 이후 빈에서 소환된 그는 새로운 직책을 맡을 수가 없었다. 그러나 가문의 영향력을 발휘하여, 1777년에는 세인트 바스 대수도원장, 그리고 1778년에는 폴란드 왕 스타니스와프 포냐토프스키의 지명으로 추기경에 임명되었다.

## 같이 보기
- 베르사이유의 장미
- 목걸이 사건